# Amalrich (Nablus)
Amalrich (lat. Amalricus, frz. Amaury; † nach 1187) war Vizegraf der Herrschaft Nablus und Herr des „Castrum Fontis Tancredi“.
Er war das älteste von neun Kindern des Balduin, Vizegraf von Nablus († nach 1164) und dessen Gattin Isabella.
Er beerbte seinen Vater bei dessen Tod im Amt des Vizegrafen von Nablus. Als solcher unterstand er dem Herren von Nablus und war für Aufgaben der Rechtsprechung, Verwaltung und wirtschaftlichen Nutzung dessen Territorium zuständig. Außerdem hatte Amalrich als königliches Lehen das „Castrum Fontis Tancredi“ inne, eine Burg nahe Nablus.
1184 hielt Nablus einem Überfall der Muslime stand.
Amalrich ist letztmals Juni 1187 urkundlich belegt. Im Juli 1187 wurde die Herrschaft Nablus von den Muslimen unter Saladin erobert.
Er heiratete spätestens 1175 Stephanie, die Tochter des Balduin von Ibelin, Herr von Ramla. Mit ihr hatte er einen Sohn namens Raimund, der um 1191 bei der Belagerung von Akkon starb.